# Anisotenes acrodasys
Anisotenes acrodasys är en fjärilsart som beskrevs av Diakonoff 1952. Anisotenes acrodasys ingår i släktet Anisotenes och familjen vecklare. Inga underarter finns listade i Catalogue of Life.